# Coppa Papà Carlo 2011
La Coppa Papà Carlo 2011, già Gran Premio Nobili Rubinetterie, quattordicesima edizione della corsa, seconda con questa denominazione, si svolse il 16 luglio 2011 su un percorso di 178,8 km. La vittoria fu appannaggio dell'italiano Simone Ponzi, che completò il percorso in 4h15'56", precedendo gli italiani Luca Mazzanti e Davide Rebellin.
Sul traguardo di Arona 59 ciclisti, su 148 partiti da Suno, portarono a termine la competizione.

## Squadre e corridori partecipanti
| N.    | Cod. | Squadra                     |
| ----- | ---- | --------------------------- |
| 1-8   | LIQ  | Liquigas-Cannondale         |
| 11-18 | LAM  | Lampre-ISD                  |
| 21-28 | DER  | De Rosa-Ceramica Flaminia   |
| 31-38 | ASA  | Acqua & Sapone              |
| 41-48 | AND  | Androni Giocattoli-C.I.P.I. |
| 51-58 | FAR  | Farnese Vini-Neri Sottoli   |
| 61-68 | GEO  | Geox-TMC                    |
| 71-78 | COG  | Colnago-CSF Inox            |
| 81-88 | CCC  | CCC-Polsat Polkowice        |
| 91-98 | TT1  | Team Type 1-Sanofi          |

| N.      | Cod. | Squadra                      |
| ------- | ---- | ---------------------------- |
| 101-108 | UHC  | UnitedHealthcare Pro Cycling |
| 111-118 | PYB  | Price Your Bike              |
| 121-128 | DAN  | D'Angelo & Antenucci-Nippo   |
| 131-138 | MIE  | Miche-Guerciotti             |
| 141-148 | VBG  | Team Vorarlberg              |
| 151-158 | WIT  | Team Wit                     |
| 161-168 | AMO  | Amore & Vita                 |
| 171-178 | MKT  | Meridiana-Kamen Team         |
| 181-188 | TIK  | Itera-Katusha                |
| 191-197 | OHT  | Ora Hotels-Carrera           |

## Ordine d'arrivo (Top 10)
| Pos. | Corridore            | Squadra          | Tempo    |
| ---- | -------------------- | ---------------- | -------- |
| 1    | Simone Ponzi         | Liquigas         | 4h15'56" |
| 2    | Luca Mazzanti        | Farnese Vini     | s.t.     |
| 3    | Davide Rebellin      | Miche-Guerciotti | s.t.     |
| 4    | Francesco Gavazzi    | Lampre-ISD       | s.t.     |
| 5    | Federico Rocchetti   | De Rosa          | a 5"     |
| 6    | Domenico Pozzovivo   | Colnago-CSF      | s.t.     |
| 7    | Manuele Mori         | Lampre-ISD       | a 10"    |
| 8    | Miguel Ángel Rubiano | D'Angelo & A.    | s.t.     |
| 9    | Fabio Felline        | Geox-TMC         | a 15"    |
| 10   | Charles Wegelius     | UnitedHealthcare | s.t.     |